# Clematis glauca
Clematis glauca är en ranunkelväxtart som beskrevs av Carl Ludwig von Willdenow. Clematis glauca ingår i släktet klematisar, och familjen ranunkelväxter. Inga underarter finns listade i Catalogue of Life.